# Covenham St Bartholomew
Covenham St Bartholomew – wieś w Anglii, w hrabstwie Lincolnshire. Leży 43 km na północny wschód od Lincoln i 214 km na północ od Londynu.